# NGC 1618
NGC 1618 este o galaxie spirală situată în constelația Eridanul. A fost descoperită în 1 februarie 1786 de către William Herschel. Se află la o distanță de 36,98 de megaparseci de Pământ.